# Tetuani
Le tetuani ou tetauni ou tétouanais est un dialecte dérivé du judéo-espagnol vernaculaire, cette langue judéo-romane elle-même dérivée du vieux castillan du XVe siècle. C'était le dialecte des Juifs séfarades d'Oranie dans l'ouest algérien.

## Présentation
Le nom de tetuani provient de la ville de Tétouan au nord du Maroc, d’où une partie des Juifs d'Oran étaient originaires. En effet, en 1860 l'Algérie voit l'arrivée de nombreux réfugiés originaires de cette ville et qui ont dû la quitter après la guerre hispano-marocaine de 1859-1860. Près de quatre mille juifs de Tétouan se réfugient à Gibraltar. Le gouvernement de Gibraltar, avec l'accord des autorités françaises, organise l'immigration de ces juifs vers Oran.
La mémoire de cette langue se conserve actuellement essentiellement en Israël, depuis que la majorité de la communauté juive parlant tetuani a quitté l'Afrique du Nord. 
En 1985, le Tetuani était parlé par environ 30 000 personnes en Israël, la majorité des locuteurs avaient plus de 60 ans, et étaient souvent bilingues Tetuani/Français ou trilingues Tetuani/Français/Arabe. Depuis, les descendants de ces locuteurs sont bilingues Hébreu/Français ou Hébreu/Arabe.    
Outre le tetuani, le judéo-espagnol a donné naissance à d'autres variantes dialectales locales, comme le haketiya (ou haquetiya) qui constitue l'autre dialecte occidental des Judéo-Espagnols installés dans le nord du Maroc.